# Karol I (margrabia Badenii)
Karol I (ur. w 1425? r., zm. 24 lutego 1475 r. w Pforzheim) – margrabia Badenii od 1453 r. (wraz z braćmi: Jerzym do 1454 r. i Bernardem II do 1458 r.) z rodu Zähringen.

## Życiorys
Karol był najstarszym synem margrabiego Badenii Jakuba I i Katarzyny, córki Karola II, księcia Lotaryngii. W 1453 r., po śmierci ojca margrabstwo Badenii zostało podzielone zgodnie z jego testamentem między trzech braci: Karola, Jerzego i Bernarda II. Karol otrzymał górną część kraju, jednak już wkrótce Jerzy zrezygnował ze swojej części na rzecz kariery duchownej, a potem ustąpił także Bernard, który zmarł w 1458 r. i Karol samodzielnie władał księstwem. 
Karol był bardzo blisko związany z Habsburgami, kontynuując w ten sposób politykę ojca. Przez małżeństwo był szwagrem (mężem siostry) cesarza Fryderyka III Habsburga i na rzecz Habsburgów angażował się w liczne spory (uczestniczył w bardzo licznych konfliktach zbrojnych, w tym jeszcze za życia ojca) i pełnił różne funkcje w ich służbie m.in. był namiestnikiem w szwabskich i alzackich dobrach Habsburgów, w Austrii Przedniej, brał też udział w negocjacjach między Habsburgami a Szwajcarią. Dzięki bliskim związkom z Habsburgami i dworem francuskim (przez matkę), jego młodszym braciom przypadły ważne stanowiska kościelne w zachodniej części Rzeszy: Jan został arcybiskupem Trewiru, Jerzy otrzymał biskupstwo Metzu, a Marek administrował biskupstwem Liège. Rozbudowywał też terytorium swego księstwa.
Uczestnicząc w realizacji polityki Habsburgów Karol zaangażował się w ich konflikt z Hohenzollernami i Wittelsbachami. W efekcie w 1461 r. w sporze o arcybiskupstwo Moguncji wraz z braćmi poparł Adolfa z Nassau i uczestniczył w wyniszczającej wojnie przeciwko palatynowi reńskiemu Fryderykowi Wittelsbachowi. W 1462 r. został wzięty do niewoli przez palatyna (wraz z bratem Janem i hrabią Wirtembergii Ulrykiem V) w bitwie pod Seckenheim. Jako zbuntowany lennik palatyna był traktowany niezwykle surowo. Uwolniony został w 1463 r. zobowiązując się do zapłaty ogromnego okupu i ustanawiając zastawy na części swoich dóbr. To oraz wojenne zniszczenia księstwa zrujnowały jego finanse. Nie odgrywał potem ważniejszej roli w polityce Rzeszy. Prowadził znacznie spokojniejszą politykę, kilkakrotnie uczestniczył w arbitrażach między zwaśnionymi książętami, nadal też wspierał politykę cesarza cesarza. Uczynione nabytki terytorialne jednak nie zrekompensowały strat poniesionych w 1463 r. Zmarł wskutek zarazy.

## Rodzina
W 1447 r. w Pforzheim Karol poślubił Katarzynę Habsburżankę (ur. w 1420 r., zm. w 1493 r.), córkę arcyksięcia Styrii i Karyntii Ernesta Żelaznego (zm. w 1424 r.) i zarazem siostrę ówczesnego króla Niemiec i późniejszego cesarza Fryderyka III Habsburga. Z małżeństwa tego pochodziło sześcioro dzieci:
- Katarzyna (1449–przed 1484), żona Jerzego III, hrabiego Werdenberg-Sargans-Trochtelfingen,
- Cymbarka (1450–1501), żona Engelberta II, hrabiego Nassau-Breda,
- Małgorzata (1452–1496),
- Krzysztof I (1453–1527), następca Karola jako margrabia Badenii,
- Albrecht (1456-1488),
- Fryderyk (1458-1517), biskup Utrechtu.